# Nakina
Le Nakina est une rivière canadienne d'une longueur de 110 km qui coule dans la province de la Colombie-Britannique. Elle forme la Rivière Taku en confluant avec l'Inklin.

## Source de la traduction
- (de) Cet article est partiellement ou en totalité issu de l’article de Wikipédia en allemand intitulé « Nakina River » (voir la liste des auteurs).